# ستيفن هوكينج
ستيفن ويليام هوكينج (بالإنجليزية: Stephen William Hawking)‏ () ولد في أكسفورد، إنجلترا (8 يناير 1942 - 14 مارس 2018)، هو من أبرز علماء الفيزياء النظرية وعلم الكون على مستوى العالم، درس في جامعة أكسفورد وحصل منها على درجة الشرف الأولى في الفيزياء، أكمل دراسته في جامعة كامبريدج للحصول على الدكتوراه في علم الكون، له أبحاث نظرية في علم الكون وأبحاث في العلاقة بين الثقوب السوداء والديناميكا الحرارية، كما له أبحاث ودراسات في التسلسل الزمني.

## حياته الشخصية
يعتبر هوكينج نفسه محظوظاً بعائلة متميزة، وخصوصاً زوجته «جين وايلد» التي تزوجها عام 1965، كما يُعتبر قُدوةً في التحدي والصبر ومقاومة المرض، وإنجاز ما عجز عنه الأصحاء. إلى جانب باله الطويل في مجال العلوم الفيزيائية، يتميز هوكينج بالعمل والنشاط في الأعمال الاجتماعية والدعوة للسلم والسلام العالمي، وهو مساعد للطفولة وقرى الأطفال، وشارك في مظاهرات ضد الحرب على العراق. وفي عام 2013 أعلن عن رفضه المشاركة في مؤتمر يقام في إسرائيل.

### الأهل
ولد هوكينج يوم 8 يناير عام 1942 في أكسفورد، إنجلترا، لفرانك وأيزوبيل هوكينج. أمه كانت إسكتلندية. بالرغم من الضائقة المادية التي عانت منها الأسرة، درس والداه في جامعة أوكسفورد، حيث تخصص فرانك في الطّب، أما والدته إيزوبيل فدرست الفلسفة والسّياسة والاقتصاد. التقى الاثنان بعد فترة وجيزة من بداية الحرب العالمية الثانية في معهد أبحاث طبيّة حيث عملت إيزوبيل سكرتيرةً، أما فرانك فكان باحثًا طبيًا. عاشا في هايجيت، ولكن بسبب تعرض لندن للقصف خلال تلك السنوات، توجهت إيزوبيل إلى أكسفورد للولادة بأمان. لدى ستيفن هوكينج اثنتان من الأخوات الأصغر سنًا، فيليبا وماري، وأخ متبنّى، إدوارد.
انتقل هوكينج وعائلته إلى سانت ألبانز بمقاطعة هارتفوردشير عندما أصبح والده رئيس قسم علم الطفيليات في المعهد الوطني للأبحاث الطبية عام 1950. في سانت ألبانز، اعتُبرت العائلة ذكية للغاية وغريبة الأطوار بعض الشيء؛ حيث كان يمضى أفراد الأسرة يقرؤن الكتب في صمت أثناء وجبات الأكل. كانوا يعيشون حياة مقتصدة في بيت كبير ومزدحم وسيئ الصيانة، وكانوا يسافرون بواسطة تاكسي لندنية حولوها لسيارتهم. خلال إحدى تغيبات الأب للعمل في أفريقيا، قضى باقي أفراد العائلة أربعة أشهر في جزيرة ميورقة لزيارة صديقة الوالدة، بيريل، وزوجها الشاعر، روبرت جريفز.

### العجز
يعاني هوكينج من شكل نادر مبكر الظهور وبطيء التقدم من التصلب الجانبي الضموري، المعروف أيضًا باسم مرض العصبون الحركي أو مرض لو-جريج، الذي سبب له شلل تدريجي على مدى عقود من الزمن.
عانى هوكينج من خراقة متزايدة في عامه الأخير في أكسفورد، بما في ذلك سقوط على بعض الدرج والصعوبات عند التجديف. تفاقمت المشاكل، وأصبح خطابه مدغم قليلًا؛ ولاحظت أسرته التغييرات عند عودته للمنزل في عيد الميلاد وباشروا بالفحوصات الطبيّة. وجاء تشخيص مرض العصب الحركي عندما كان هوكينج في الـ 21 من عمره، عام 1963. في ذلك الوقت، تنبأ الأطباء له بقية عمر متوقّعة لسنتين فقط.
في أواخر الـ 1960، تدهورت قدراته البدنية: بدأ باستخدام العكازات وتوقّف عن إلقاء المحاضرات إلقاءً منتظمًا.  بينما خسر ببطء قدرته في الكتابة، طوّر ستيفن أساليب بصريّة تعويضيّة، بما في ذلك رؤية المعادلات بمنظور هندسي. شبّه الفيزيائي الألماني فيرنير إزريل لاحقًا هذه الإنجازات لتأليف موتسارت لسمفونيّة كاملة في رأسه. ومع ذلك، كان هوكينج مستقل ورفض بشدة قبول المساعدة أو تقبل التنازلات بسبب إعاقته. وقال أنه يفضل أن يُعتبر «أولاً عالِم، ثانيًا كاتب علوم شعبية، وفي كل الأمور التي تهم، إنسان عادي مع نفس الرغبات، المحفّزات، الأحلام، والطموح كالشخص الآخر». أشارت جين هوكينغ لاحقًا أن «بعض الناس قد تسمي ذلك الإصرار، والبعض قد يسميها العناد. أنا اسميها الاثنين في وقت واحد أو آخر». تطلّب الأمر العديد من محاولات الإقناع حتى قبل استعمال كرسي متحرك في أواخر الستينات، ولكن في نهاية المطاف أصبح معروفًا بقيادته الوحشية للكرسي المتحرك. كان هوكينج زميلًا بارعًا وشعبيًا، ولكن مرضه، كذلك صيته في الذكاء والجرأة، نأى عنه بعض الزملاء.
تدهور كلام هوكينج، وبحلول أواخر السبعينات استطاع فهمه فقط أبناء عائلته وأصدقاؤه المقربون. من أجل التواصل مع الآخرين، كان يترجم شخص ما يعرفه جيدًا كلامه إلى خطاب واضح. وبدافع الخلاف مع الجامعة حول من سيدفع سعر المنحدر اللازم من أجله للدخول إلى عمله، قام هو وزوجته بحملة من أجل تحسين طرق الوصول لذوي الإعاقة في كامبريدج، بما في ذلك تكييف مساكن الطلاب في الجامعة.

### الزواج
عندما كان هوكينج طالب دراسات عليا في جامعة كامبريدج، استمرت علاقته بصديقة أخته، جين ويلدي، والتي كان قد التقى بها قبل تشخيصه بمرض العصب الحركي بوقت وجيز، واستمرت العلاقة بالتطور. وتمت الخطوبة بين الاثنين في تشرين الأول 1964 - قال هوكينج في وقت لاحق أن الخطوبة أعطته «شيء للعيش من أجله» - وتزوج الاثنان في الـ 14 من تموز عام 1965.
خلال السنوات الأولى من الزواج، عاشت جين في لندن خلال الأسبوع حيث أكملت لقبها، وسافر كذلك ستيفن وجين إلى الولايات المتحدة عدة مرات للمؤتمرات وزيارات متعلقة بالفيزياء. استصعب الاثنين أن يجدا مسكن يكون على بعد يناسب سير هوكينج على الأقدام إلى قسم الرياضيات التطبيقية والفيزياء النظرية. بدأت جين في برنامج الدراسة للدكتوراة، ووُلد مولودهما الأول، روبرت، في أيار 1967. أما ابنتهما لوسي فوُلدت في عام 1970، والابن الثالث، تيموثي وُلد في نيسان 1979.
نادرًا ما تحدّث هوكينج عن مرضه وتحدياته الجسدية، ولا حتى -في سابقة تدور أحداثها خلال فترة خطوبتهما- مع جين. نتيجة لعجزه وقعت مسؤوليات البيت والعائلة على كتف جين، متيحة له مزيد من الوقت للتفكير بالفيزياء. عندما عُيِّن في منصب في باسادينا، كاليفورنيا عام 1974 اقترحت جين أن يعيش معهما طالب دراسات عليا أو طالب ما بعد الدكتوراة ويساعد في رعايته. وافق هوكينج، وسافر للمرة الأولى معهم الطالب برنارد كار كأول من العديد من الطلاب الذين قاموا بهذا الدور. قضت الأسرة سنة سعيدة ومحفزة إجمالاً في باسادينا.
عاد هوكينج إلى كامبريدج عام 1975 إلى منزل جديد، ولعمل جديد - قارئ. دون بيج، والذي كان قد بدأت بينه وبين هوكينج علاقة صداقة وطيدة في كالتيك، وصل للعمل كمساعد لطلاب الدراسات العليا. بمساعدة بيج وسكرتيرة، قلّت مسؤوليات جين حتى تمكنت من العودة إلى أطروحتها واهتمامها الجديد في الغناء. 
بحلول كانون الأول عام 1977، التقت جين بعازف الأورغ جوناثان جونز هيلير عند الغناء في جوقة الكنيسة. أصبح هيلير جونز مقرب من العائلة هوكينج، وبحلول منتصف الثمانينات من القرن الماضي، طوّر هو وجين مشاعر رومانسية متبادلة.  وفقًا لأقوال جين، قَبِل زوجها هذا الوضع، مصرّحًا «أنه لن يعترض طالما واصلت حبّه». صمّم جين وهيلير جونز عدم تفرقة الأسرة وعلاقتهما بقيت أفلاطونية لفترة طويلة.

## آراؤه الشخصية

### مستقبل الجنس البشري
نشر هوكينج عام 2006 سؤالا دون إجابة على الإنترنت مفاده: «كيف سيتمكن الجنس البشري من الدوام لمائةِ عامٍ أخرى في ظل عالم تملؤهُ الفوضى السياسية والاجتماعية والبيئية؟». وأوضح معقبا على السؤال فيما بعد بقوله: «لا أعرف الجواب. ولهذا السبب طرحت السؤال لأحمل الناس على التفكير في الأمر وليكونوا واعين إزاء الأخطار التي نواجهها الآن.»
عبّر هوكينج عن قلقه على الحياة على كوكب الأرض في وجه الخطر المتمثل باندلاع حرب نووية مفاجئة أو انتشار فيروس جرت هندسته وراثيا أو الاحتباس الحراري أو غيرها من الأخطار المحدقة التي لم نأتي بها بعد. لن يؤدي وقوع هكذا كوارث يمتد تأثيرها على الكوكب بأسره لانقراض البشر في حال استطاع الجنس البشري استعمار كواكب أخرى قبل حلول هذه الكوارث. حيث يرى هوكينج في إرسال الرحلات الفضائية واستعمار البشر للفضاء ضرورةً من أجل التأمين على مستقبل البشرية.
يرجح هوكينج احتمال وجود كائنات فضائية بسبب سعة الكون ولكنه يرى وجوب تجنب التواصل معهم. وحذر من احتمال قيام الفضائيين بنهب موارد الأرض. وقال عام 2010: «إذا زارنا الفضائيون ستكون النتيجة مماثلة لما حصل بعد وصول كولومبوس لأمريكا، حيث لم تنته الأمور على خير بالنسبة للأمريكين الأصليين».
حذر هوكينج من الدور المحوري للذكاء الاصطناعي فائق الذكاء وما قد يعنيه في توجيه مصير البشرية قائلا: «إن الفوائد المحتملة هائلة... سيكون النجاح في إنشاء ذكاء اصطناعي الحدث الأكبر في تاريخ البشرية. وقد يكون الحدث الأخير ما لم نتعلم كيف نتفادى المخاطر.»
جادل هوكينج لصالح اعتبار الفيروسات الحاسوبية شكلا جديدا من أشكال الحياة وقال: «ربما يفسر شيئا ما حول الطبيعة البشرية، وهو أن شكل الحياة الوحيد الذي أَنشأناهُ حتى الآن هو مدمرٌ تماما. فأعتقد أن هذا يكشف شيئا عن طبيعة البشر... لقد أنشأنا حياة على شاكلتنا».

### العلاقة بين العلم والفلسفة
قال هوكينج في مؤتمر زايتجايست الذي نظمته شركة جوجل عام 2011 أن «الفلسفة ميتة». ويعتقد هوكينج أن الفلاسفة «لم يواكبوا تطورات العلم الحديثة»، وقال: «أصبح العلماء حاملون لراية الاكتشاف في سعينا وراء المعرفة». وعبّر عن اعتقاده بقدرة العلم على حل القضايا الفلسفية العالقة خصوصًا نظريات العلم الجديدة «التي ستقودنا صوب صورة جديدة ومختلفة للغاية عن الكونِ وموقعنا فيه».

### الدين والإلحاد
قال هوكينج أنه لم يكن «متدينا بالمعنى العادي من الكلمة» وأعتقد أن «الكون تحكمه قوانين العلم». كما قال:
صرح هوكينج عام 2008: «ربما قضى الله بالقوانين ولكنه لا يتدخل لكسرِ هذه القوانين». واعتبر هوكينج في مقابلةٍ نشرتها صحيفة الغارديان أن مفهوم الجنة ليس إلّا بأسطورةٍ، معتبرا أنه «لا يوجد أي جنة أو حياة آخرة» ومثل هذه الأفكار لم تكن سوى «قصصا خرافيةً للأناس ممن يخشون الظلام». وقد قال هوكينج عام 2011 في برنامج يدعى «الفضول» بُثَّ على قناة ديسكفري:
شارك هوكينج في «مهرجان ستارموس» لعلوم الفلك والفضاء خلال شهر سبتمبر عام 2014 وفيه أعلن نفسه ملحدا. وعقب على الأمر في مقابلة مع صحيفة «إل موندو» الإسبانية قائلاً:

### السياسة
دعم هوكينج حزب العمال منذ أمد طويل. قام عام 2000 بتسجيل تحية تقدير لمرشح الرئاسة عن الحزب الديمقراطي آل جور في الانتخابات الرئاسية الأمريكية عام 2000، واعتبر غزو العراق عام 2003 «جريمة حرب»، ودعم مقاطعة الأكاديميين لإسرائيل، وناصر الحملات المطالبة بنزع الأسلحة النووية، ودعم أبحاث الخلايا الجذعية، وتطبيق نظام رعاية صحية شاملة يكفل الحماية المالية لجميع المواطنين، ودعم تطبيق إجراءات لمنع تغير المناخ. وكان هوكينج من بين 200 شخصية وقعت على رسالة لصحيفة الغارديان تبدي الأمل في بقاء اسكتلندا جزء من المملكة المتحدة دون استقلالها، وذلك في الفترة التي سبقت استفتاء شهر سبتمبر عام 2014 بشأن هذه المسألة. رأى هوكينج أن خروج المملكة المتحدة من الاتحاد الأوروبي سيلحق ضررا بمساهمات المملكة المتحدة في المجال العلمي بسبب الحاجة الملحة للتعاون الدولي عند إجراء البحوث الحديثة ولما تلعبه حرية التنقل بين دول أوروبا من دور في انتشار وتناقل الأفكار. وأعرب هوكينج عن خيبة أمله إزاء انسحاب بلاده من الاتحاد الأوربي وحذر من الانعزالية.
كما عبَّر هوكينج عن قلقه الكبير بخصوص سياسات الرعاية الصحية في بلاده وقال أنه لولا هيئة الخدمات الصحية الوطنية لما كان عاش حتى سبعينات عمره. وقال:

## كفاءته في الفيزياء النظرية
- 1971: أصدر بالتزامن مع عالم الرياضيات روجر بنروز نظريته التي تثبت رياضياً وعبر نظرية النسبية العامة لأينشتاين بأن الثقوب السوداء أو النجوم المنهارة بسبب الجاذبية هي حالة تفردية في الكون «أي أنها حدث له نقطة بداية في الزمن».
- 1974: أثبت نظرياً أن الثقوب السوداء تصدر إشعاعاً على عكس كل النظريات المطروحة آنذاك؛ وسمي هذا الإشعاع باسمه «إشعاع هوكينج» واستعان بنظريات ميكانيكا الكم وقوانين الديناميكا الحرارية.
- طور مع معاونه (جيم هارتل من جامعة كاليفورنيا) نظرية اللاحدود للكون، والتي غيرت من التصور القديم للحظة الانفجار الكبير عن نشأة الكون، إضافة إلى عدم تعارضها مع أن الكون نظام منتظم ومغلق.
- 1988: نشر كتابه تاريخ موجز للزمن الذي حقق مبيعات وشهرة عالية. ولاعتقاد هوكينج أن الإنسان العادي يجب أن يعرف مبادئ الكون، فقد بسَّط النظريات، وقد ترجم الكتاب إلى العربية الدكتور الفيزيائي أدهم السمان، بعنوان «موجز تاريخ الزمن من الانفجاء الأعظم إلى الثقوب السوداء».
- 1993: نشر مقالة بعنوان «الكون الوليد والثقوب السوداء».
- 2001: نشر كتابه «الكون بإيجاز».
- 2005: نشر نسخة جديدة من كتابه تاريخ موجز للزمن بعنوان «تاريخ أكثر إيجازًا للزمن» لتكون أبسط للقراء.
- 2010: نشر كتابه «التصميم الكبير» بالتعاون مع ليوناردو ملودينوف.

## المرض
أصيب هوكينج بمرض عصبي وهو في الحادية والعشرين من عمره، وهو مرض التصلب الجانبي ALS، وهو مرض مميت لا علاج له، وقد أعلن الأطباء أنه لن يعيش أكثر من سنتين، ومع ذلك جاهد المرض حتى تجاوز عمره ال 75 عاماً، وهو أمد أطول مما توقعه الأطباء. وقد أتاح له ذلك فرصة العطاء في مجال العلوم وبالتحديد علوم الفيزياء النظرية، إلا أن هذا المرض جعله مقعداً تماماً وغير قادر على الحركة، ولكنه مع ذلك استطاع أن يجاري بل وأن يتفوق على أقرانه من علماء الفيزياء، رغم أن أجسادهم كانت سليمة ويستطيعون أن يكتبوا المعادلات المعقدة ويجروا حساباتهم الطويلة على الورق، بينما كان هوكينج وبطريقة لا تصدق يجري كافة هذه الحسابات في ذهنه، ويفخر بأنه حظي بذات اللقب وكرسي الأستاذ الذي حظي به من السير إسحاق نيوتن، وبذلك فهو يُعتبر رمزاً يُحتذى به في الإرادة وتحدي الإعاقة.
مع تطور مرضه، وبسبب إجرائه عملية للقصبة الهوائية بسبب التهاب القصبة، أصبح هوكينج غير قادر على النطق أو تحريك ذراعه أو قدمه، أي أصبح غير قادر على الحركة تماماً، فقامت شركة إنتل للمعالجات والنظم الرقمية بتطوير نظام حاسوب خاص متصل بكرسيه يستطيع هوكينج من خلاله التحكم بحركة كرسيه والتخاطب باستخدام صوت مولد إلكتروني وإصدار الأوامر عن طريق حركة عينيه ورأسه، حيث يُخْرِج بيانات مخزنة مسبقاً في الجهاز تمثل كلمات وأوامر. في 20 أبريل 2009، صرحت جامعة كامبردج بأن ستيفن هوكينج مريض جداً وقد أودع مستشفى إدينبروك.
يعد هوكينج مثالاً لتحدي الإعاقة وللصبر في صراعه مع المرض الذي دام نحو 55 عاما".

## كمؤيد للتعلم
يتميز ستيفن ببديهة عالية حيث أجاب على سؤال «ماذا يأتي قبل الانفجار الكبير في الكون؟» فكانت إجابته أن هذا السؤال يشبه سؤال «ما المكان الذي يقع شمال القطب الشمالي؟» وكانت هذه الإجابة تلخيصاً لنظريته حول الكون المغلق والذي بلا حدود.

## التقدير والاعتراف
- 1976 وسام هيوز للجمعية الملكية.
- 1979 قلادة ألبرت أينشتاين.

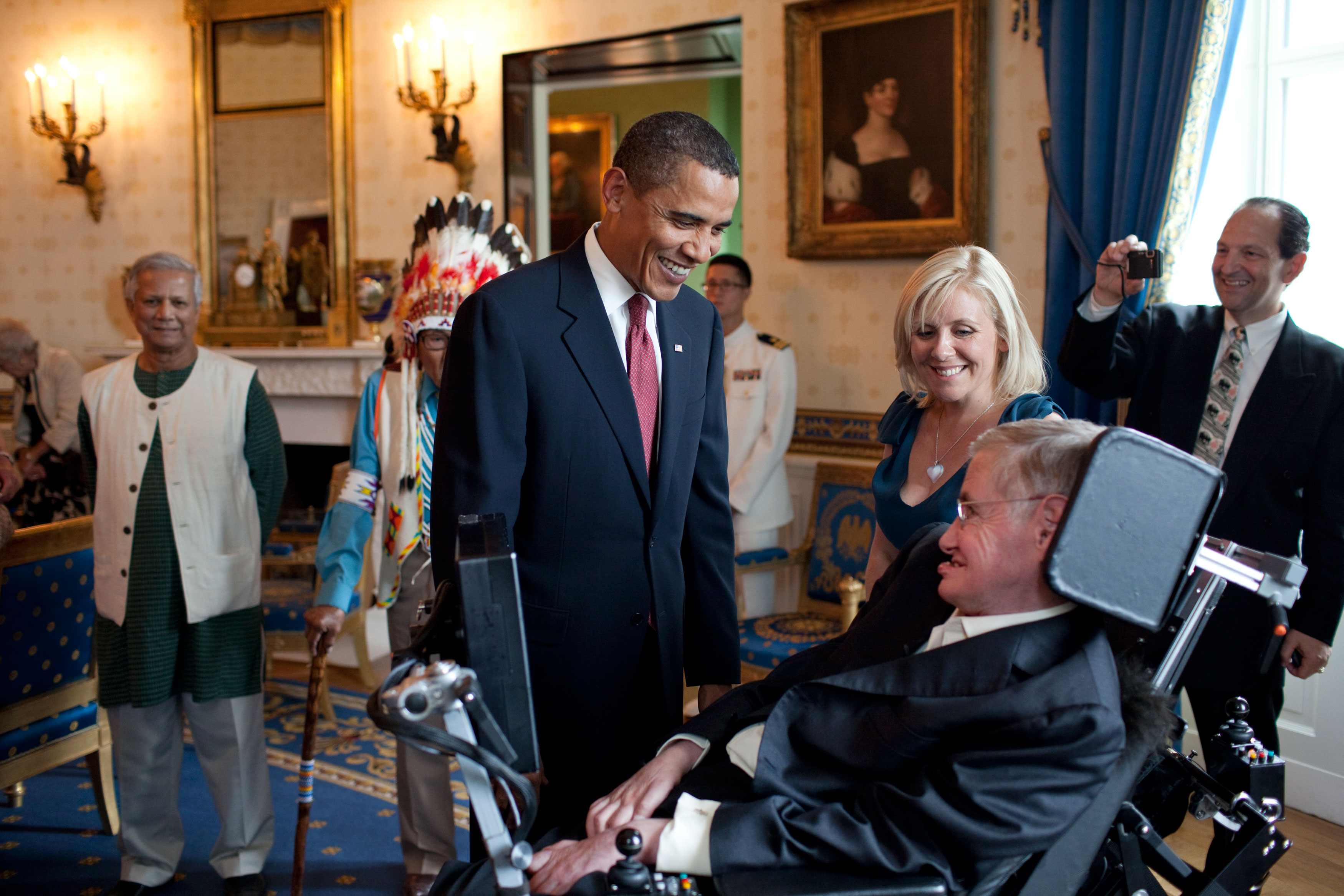
ستيفن هوكينج برفقة باراك أوباما في البيت الأبيض أثناء حفل تقليده لوسام الحرية الرئاسي بتاريخ 12 أغسطس عام 2009.

- 1982 وسام الإمبراطورية البريطانية (القائد).
- 1985 الميدالية الذهبية للجمعية الفلكية الملكية.
- 1986 عضو في الأكاديمية البابوية للعلوم.
- 1988 جائزة وولف في الفيزياء.
- 1989 جائزة أمير أستورياس في كونكورد.

## مؤلفاته

### الكتب
أَلَّفَ ستيفن هوكينج عدة كتب أهمها:
- تاريخ موجز للزمن (1988)[152]
- الثقوب السوداء والأكوان الناشئة ومقالات أخرى (1993)[153]
- الكون في قشرة جوز (2001)[152]
- على أكتاف العمالقة (2002)[152]
- الله خلق الأعداد الصحيحة (2005)[152]
- الأحلام التي صنعت منها الأشياء: أكثر أوراق الفيزياء الكمية إدهاشا وكيف صعقت العالم العلمي (2011)[154]
- تاريخي الموجز (2013)[152]

### شارك في تأليفها
- طبيعة المكان والزمان (مع روجر بنروز) (1996)
- الكبير والصغير والعقل البشري (مع روجر بنروز وآبنر شيموني ونانسي كارترايت) (1997)
- تاريخ الزمكان (مع كيب ثورن وإيغور نوفيكوف وتيموثي فيريس ومقدمة من كتابة آلان لايتمان وريتشارد إتش برايس) (2002)
- تاريخ أكثر إيجازا للزمن (مع ليوناردو ملودينوف) (2005)[152]
- التصميم العظيم (مع ليوناردو ملودينوف) (2010)[152]

### قصص الأطفال
كتب هوكينج مع ابنته لوسي عددا من قصص الأطفال ذي فحوى وموضوع علميين:
- «مفتاح جورج السري للكون» (2007)[152]
- «بحث جورج عن الكنز الكوني» (2009)[152]
- «جورج والانفجار العظيم» (2011)[152]
- «جورج والترميز غير القابل للكسر» (2014)
- «جورج والقمر الأزرق» (2016)

## وفاته
توفي ستيفن هوكينج في منزله في كامبريدج بإنجلترا يوم الأربعاء 14 مارس 2018 عن عمر يناهز 76 عاما. وأصدرت عائلته بيانا تعرب فيه عن حزنها، وذكر أبناؤه لوسي وروبرت وتيم: «يعتصرنا الحزن لوفاة أبينا الحبيب اليوم». ولم يُكشَف عن سبب وفاته بعد، وذكروا أنه «مات بسلام». ويصادف يوم وفاة هوكينج الاحتفال العالمي بيوم (π) وذكرى ميلاد ألبرت أينشتاين.

## منشورات مختارة
- Boslough, John (1985). Stephen Hawking's Universe. New York: Avon Books. ISBN:0-380-70763-2. A layman's guide to Stephen Hawking
- Ferguson, Kitty (1991). Stephen Hawking: Quest For A Theory of Everything. Franklin Watts. ISBN 0-553-29895-X
- Hawking, S. W. & Ellis, G. F. R. (1973). The Large Scale Structure of Space-Time. Cambridge University Press. ISBN:0-521-09906-4.{{استشهاد بكتاب}}:  صيانة الاستشهاد: أسماء متعددة: قائمة المؤلفين (link) Highly influential in the field.
- Hawking, S. W. & Israel, W. (1979). General relativity: an Einstein centenary survey. New York: Cambridge University Press. ISBN:0-521-22285-0.{{استشهاد بكتاب}}:  صيانة الاستشهاد: أسماء متعددة: قائمة المؤلفين (link) A much cited centennial survey.
- Misner, Charles; Thorne, Kip S. & Wheeler, John Archibald (1995). Stephen Hawking A Biography. San Francisco: Greenwood Press. ISBN:978-0313323928.{{استشهاد بكتاب}}:  صيانة الاستشهاد: أسماء متعددة: قائمة المؤلفين (link)
- Morris, Errol (1991). A Brief History of Time (Documentary). Triton Pictures. مؤرشف من الأصل في 2023-03-07.
- Pickover, Clifford, Archimedes to Hawking: Laws of Science and the Great Minds Behind Them, Oxford University Press, 2008, ISBN 978-0-19-533611-5

## وصلات خارجية
- ستيفن هوكينج على موقع IMDb (الإنجليزية)
- ستيفن هوكينج على موقع الموسوعة البريطانية (الإنجليزية)
- ستيفن هوكينج على موقع روتن توميتوز (الإنجليزية)
- ستيفن هوكينج على موقع مونزينجر (الألمانية)
- ستيفن هوكينج على موقع ألو سيني (الفرنسية)
- ستيفن هوكينج على موقع ميوزك برينز (الإنجليزية)
- ستيفن هوكينج على موقع أول موفي (الإنجليزية)
- ستيفن هوكينج على موقع إن إن دي بي (الإنجليزية)
- ستيفن هوكينج على موقع ديسكوغز (الإنجليزية)
- ستيفن هوكينج على موقع قاعدة بيانات الفيلم (الإنجليزية)

- الموقع الرسمي لستيفن هوكينج (بالإنجليزية)
- نظرة على نظام التخاطب الخاص بستيفن
- نظرة على الإعاقة الجسدية الخاصة بستيفن
- صفحة ستيفن هوكينج على موقع Academia.edu
- ستيفن هوكينج: يطرح أسئلة كبيرة حول الكون
- ستيفن هوكينج: مناقشة نظريتي الكون مقطع مرئي
- محاضرات عامة